# Víctor Hugo Peña
Pour les articles homonymes, voir Pena et Peña.
Peña  Grisales est un nom espagnol. Le premier nom de famille, en général paternel, est Peña ; le second, en général maternel, souvent omis, est Grisales.
Víctor Hugo Peña Grisales est un coureur cycliste colombien, né le 10 juillet 1974 à Bogota. Professionnel entre 1997 et 2012, il est le premier coureur cycliste colombien à avoir porté le maillot jaune sur le Tour de France. Il est le directeur sportif de l'équipe continentale Banco Guayaquil.

## Repères biographiques
Élevé à Piedecuesta, dans le département de Santander, Víctor Hugo Peña est aujourd'hui Bogotanais. Il est marié et père de trois enfants.
Il se fait remarquer, pour la première fois, en Europe lors des Mondiaux Espoirs de Lugano, en 1996. Il est le seul, avec son compatriote César Goyeneche, à pouvoir rivaliser un temps avec les Italiens (auteurs, ce jour-là, d'un quadruplé). 
Peña totalise huit victoires dans sa carrière professionnelle, la plupart ayant été remportées lors de contre-la-montre. Il a aussi porté le maillot jaune sur le Tour de France 2003, à la faveur d'une victoire de son équipe, US Postal, lors d'un contre-la-montre par équipes. Il est le premier coureur colombien de l'histoire à avoir cet honneur. 
En 2010, il s'engage avec une équipe de son pays, l'équipe cycliste Café de Colombia-Colombia es Pasión.
En 2012, il participe au projet insufflé par le ministre des sports colombien, Jairo Clopatofsky. Il devient le capitaine de route de la nouvelle équipe continentale professionnelle Colombia - Coldeportes. Il s'installe avec ses coéquipiers à Brescia, pour disputer la saison cycliste européenne. Il espérait pouvoir terminer sa carrière par un dernier Tour d'Italie, mais sa formation ne le conserve pas en fin de saison. En janvier 2013, il s'interroge sur la suite de sa carrière, soit il trouve une formation en Colombie, pour une ultime saison en tant que coureur cycliste, soit il cherche, dès à présent, une place dans le staff technique d'une équipe cycliste.
Début février 2013, Peña trouve un accord avec la formation Supergiros de la Valle del Cauca. Durant trois ans, il est le capitaine de route de cette équipe vallecaucana avec laquelle il participe à trois Tour de Colombie et à deux Clásico RCN. Il obtient peu de résultats probants. Tout au plus se détache sa médaille de bronze dans l'épreuve du contre-la-montre des Championnats de Colombie 2014 et sa victoire en avril 2015, lors de la dernière étape de la Vuelta al Gran Santander, encore dans un exercice solitaire.
Fin 2015, dans une interview, il révèle se préparer pour l'Ironman de Panama et avoir mis un terme à sa carrière de cycliste, pour embrasser celle de triathlète. Pratiquant ce sport depuis deux ans, il représente, encore une fois, le département de Santander aux XXe Juegos Deportivos Nacionales et y décroche le bronze par équipes sur la distance olympique. Il entretient une relation spéciale avec les Juegos Deportivos Nacionales, puisqu'en 1992, ancien nageur de bon niveau, il termine quatrième du 400 m 4 nages en natation. En 1996, en cyclisme, il remporte la médaille d'or de la poursuite individuelle et s'adjuge une autre récompense, cette fois, en triathlon, en 2015. Il annonce vouloir se consacrer à la moyenne distance pour la saison 2016, considérant la distance sprint comme trop exigeante. Il déclare être satisfait de sa dernière saison de cycliste, réussissant à s'imposer une dernière fois, en contre-la-montre, à plus de quarante ans.
En novembre 2017, la presse annonce la signature de Víctor Hugo Peña avec l'équipe continentale GW Shimano, pour en être son directeur sportif en 2018. Il pense pouvoir apporter l'expérience acquise en tant que coureur à sa nouvelle équipe. Il tentera, avec sa formation, de lutter pour la victoire dans les plus grandes épreuves du calendrier national colombien. De plus, Peña espère pouvoir emmener ses coureurs concourir en Europe.

## Palmarès
- 1994
  -  Médaillé d'argent du championnat panaméricain du contre-la-montre
- 1996
  - Vuelta de la Juventud
  - 3e de la Vuelta al Valle del Cauca
  - 7e du championnat du monde du contre-la-montre espoirs
- 1997
  -  Champion de Colombie du contre-la-montre
- 1998
  - Prologue et 6e étape du Tour de Colombie
- 2000
  -  Champion panaméricain du contre-la-montre
  - 11e étape du Tour d'Italie
- 2001
  - 3e du Grand Prix EnBW (avec Viatcheslav Ekimov)
- 2002
  - Classement général du Tour de Murcie
  - 4e étape du Tour des Pays-Bas
  - 3e du Tour des Pays-Bas
- 2003
  - 4e étape du Tour de Murcie
  - 4e étape du Tour de France (contre-la-montre par équipes)
  - 2e du Tour de l'Algarve
- 2004
  - 1re étape du Tour d'Espagne (contre-la-montre par équipes)
  - 2e du Tour de l'Algarve
- 2005
  - 10e du championnat du monde du contre-la-montre
- 2006
  - 9e du Tour d'Italie
- 2007
  - 2e du Duo normand (avec Gustav Larsson)
- 2008
  - 7e étape du Tour de Colombie[9]
- 2009
  - 12e étape du Tour de Colombie[10]
- 2010
  - 3e du championnat de Colombie du contre-la-montre
- 2014
  - 3e du championnat de Colombie du contre-la-montre

## Résultats sur lesgrands tours

### Tour de France
4 participations
- 2001 : 79e du classement général.
- 2002 : 73e du classement général.
- 2003 : 88e du classement général, vainqueur de la 4e étape (contre-la-montre par équipes) et  porteur du maillot jaune pendant 3 jours.
- 2006 : 122e du classement général.

### Tour d'Espagne
7 participations
- 1998 : hors-délai lors de la 11e étape.
- 1999 : abandon lors de la 17e étape.
- 2000 : 45e du classement général.
- 2001 : 91e du classement général.
- 2002 : abandon lors de la 15e étape.
- 2004 : 45e du classement général, vainqueur de la 1re étape (contre-la-montre par équipes)
- 2005 : 27e du classement général.

### Tour d'Italie
3 participations
- 1999 : 63e du classement général.
- 2000 : 15e du classement général, vainqueur de la 11e étape.
- 2006 : 9e du classement général.

## Résultats sur les championnats

### Jeux olympiques
| 2 participations. - 2000 : Abandon. - 2004 : Abandon dans le 12e tour de circuit. | 2 participations. - 2000 : 24e au classement final. - 2004 : 15e au classement final. |

### Championnats du monde professionnels
| 3 participations. - 1997 : abandon. - 2002 : abandon. - 2003 : abandon. | 6 participations. - 1997 : 33e au classement final. - 2002 : 34e au classement final. - 2003 : 30e au classement final. - 2004 : 29e au classement final. - 2005 : 10e au classement final. - 2007 : 42e au classement final. |

### Jeux panaméricains
| 1 participation. - Winnipeg 1999 : 22e au classement final. | 1 participation. - Winnipeg 1999 : 5e au classement final. |

### Championnats panaméricains
| Contre-la-montre 2 participations. - Curicó 1994 : Médaillé d'argent. - Bucaramanga 2000 : Vainqueur de l'épreuve. | Poursuite individuelle 1 participation. - Bucaramanga 2000 : Vainqueur de l'épreuve. Poursuite par équipes 1 participation. - Bucaramanga 2000 : Vainqueur de l'épreuve. |

## Classements mondiaux
| Année              | 2006 | 2007 | 2008  | 2009 | 2010 |
| ------------------ | ---- | ---- | ----- | ---- | ---- |
| Classement ProTour | 96e  |      |       |      |      |
| UCI America Tour   |      |      | 154e  | 247e | 365e |
| UCI Europe Tour    |      |      | 1139e | 712e |      |